# Marktplatz (Darmstadt)
Der Marktplatz ist ein Platz im Zentrum von Darmstadt. Direkt angrenzend an das Residenzschloss, ist er der zentrale Platz im historischen Stadtzentrum.

## Geschichte und Platzgestaltung
Der Marktplatz ist wahrscheinlich der älteste Platz von Darmstadt. Er entstand zwischen dem Residenzschloss und der Stadtkirche im 13. oder 14. Jahrhundert. In den ältesten Quellen wird er Plan (ebene Fläche) genannt. Auf dem Marktplatz wurden seit dem Jahr 1330 die Darmstädter Wochen- und Jahrmärkte abgehalten. Der Marktplatz war jahrhundertelang das Zentrum des geschäftlichen Lebens in der Stadt und dem Umland. Die Marktaufsicht führte ursprünglich der Schultheiß. Im Jahr 1566 wurde erstmals ein städtischer Marktmeister erwähnt. Die mittelalterliche Bebauung des Marktplatzes ist nicht bekannt. Der Platz war aber wesentlich kleiner als heute. Zwischen Residenzschloss und Marktplatz gab es noch einen Baublock, in dem sich das im Jahr 1397 erstmals erwähnte älteste Rathaus von Darmstadt befand. Dieser Baublock wurde zwischen 1584 und ca. 1640 vollständig beseitigt.
In den Jahren 1566–68 wurde auf der Südseite des Marktplatzes ein neues Rathaus erbaut. Dieses Rathaus wurde aber bereits in den Jahren 1598–1601 durch den erhaltenen, heute als Altes Rathaus bekannten Bau ersetzt. In der Folge entstanden an der Ost- und der Westseite repräsentative Adels- und Beamtenhäuser. Im frühen 19. Jahrhundert wanderte das Stadtzentrum an den neu erbauten Luisenplatz; der Marktplatz verlor dadurch an Bedeutung. Seit dem Jahr 1897 fuhr die elektrische Straßenbahn durch die Kirchstraße. Ab dem ausgehenden 19. Jahrhundert wurden die Adelspalais zu Geschäfts- und Wohnhäusern umgebaut.
Die Randbebauung des Marktplatzes wurde bei alliierten Luftangriffen im Jahr 1944 zerstört; einzig der Marktbrunnen blieb erhalten. Nach dem Zweiten Weltkrieg entstand eine Neubebauung am Marktplatz, nur das Residenzschloss und das Rathaus wurden in historischer Form wiederaufgebaut. In den Jahren 1996–97 wurde der Marktplatz neu gepflastert. Durch die Zurücknahme der Baufluchtlinie an der Ostseite in den 1950er Jahren und unter Einbeziehung der Kirchstraße erreichte er den größten Umfang seiner Geschichte. 2005 wurde die Straßenbahn- und Bushaltestelle Schloss an die Nordseite des Marktplatzes verlegt. 2015 wurde die Häuserzeile auf der Ostseite unter Denkmalschutz gestellt.

## Verkehr
Der Marktplatz ist Teil der Fußgängerzone und ein zentraler Knotenpunkt des Darmstädter Nahverkehrs.
Er wird heute (Stand 2025) von fünf der insgesamt zehn Linien der Darmstädter Straßenbahn (Nr. 2, 3, 5, 7, 9) sowie von diversen Buslinien bedient.

## Veranstaltungen
Zu den regelmäßigen Veranstaltungen, welche auf dem Platz stattfinden, gehören u. a. das Heinerfest im Juli sowie ab November der Darmstadtädter Weihnachtsmarkt. Jeden Mittwoch und Samstag findet der Wochenmarkt auf dem Marktplatz statt. Dieser wird in den Sommermonaten gelegentlich von Datterichs Wochenmarkt um zahlreiche Aktionen ergänzt.

## Bilder

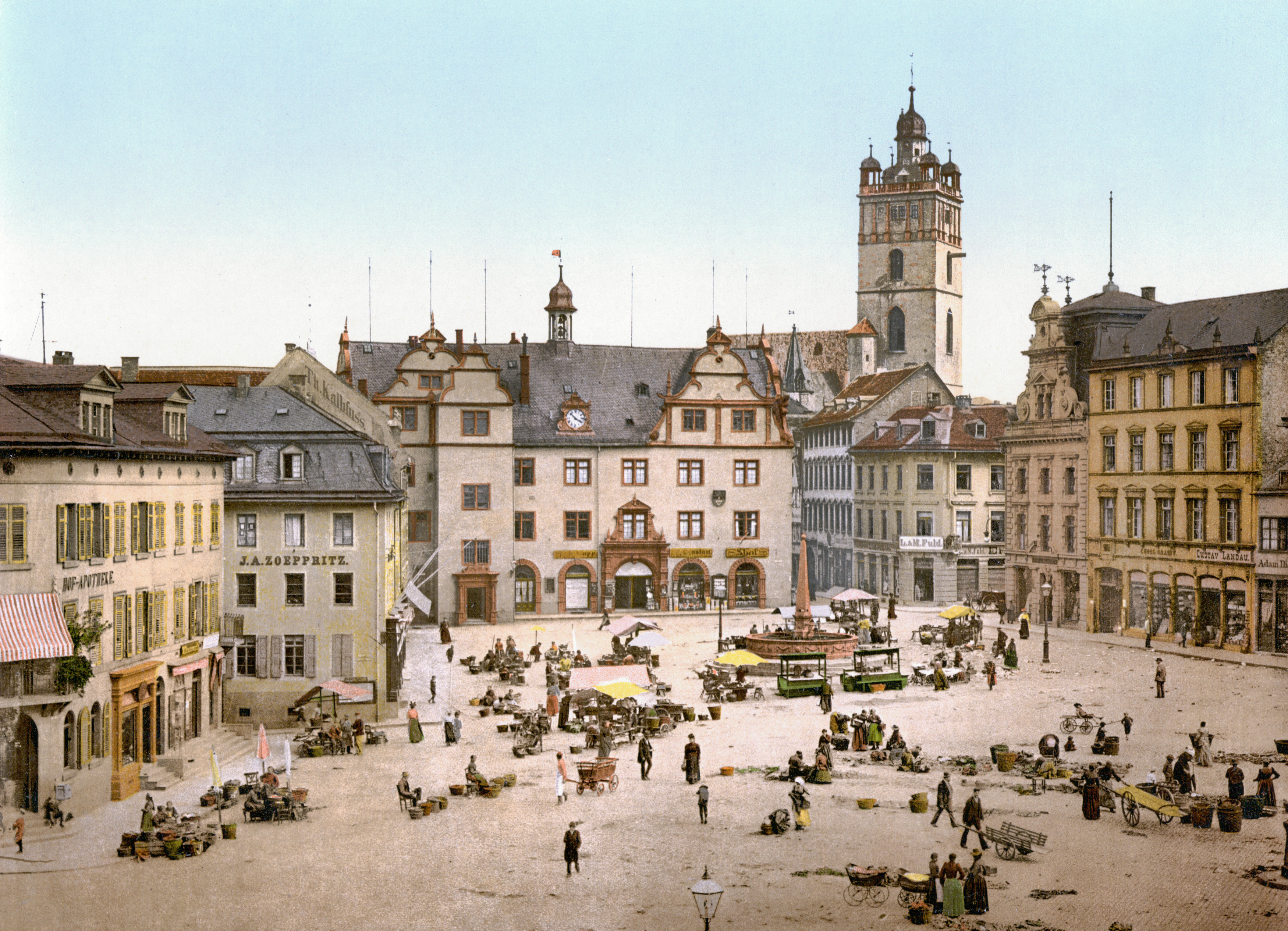
Marktplatz (um 1900)
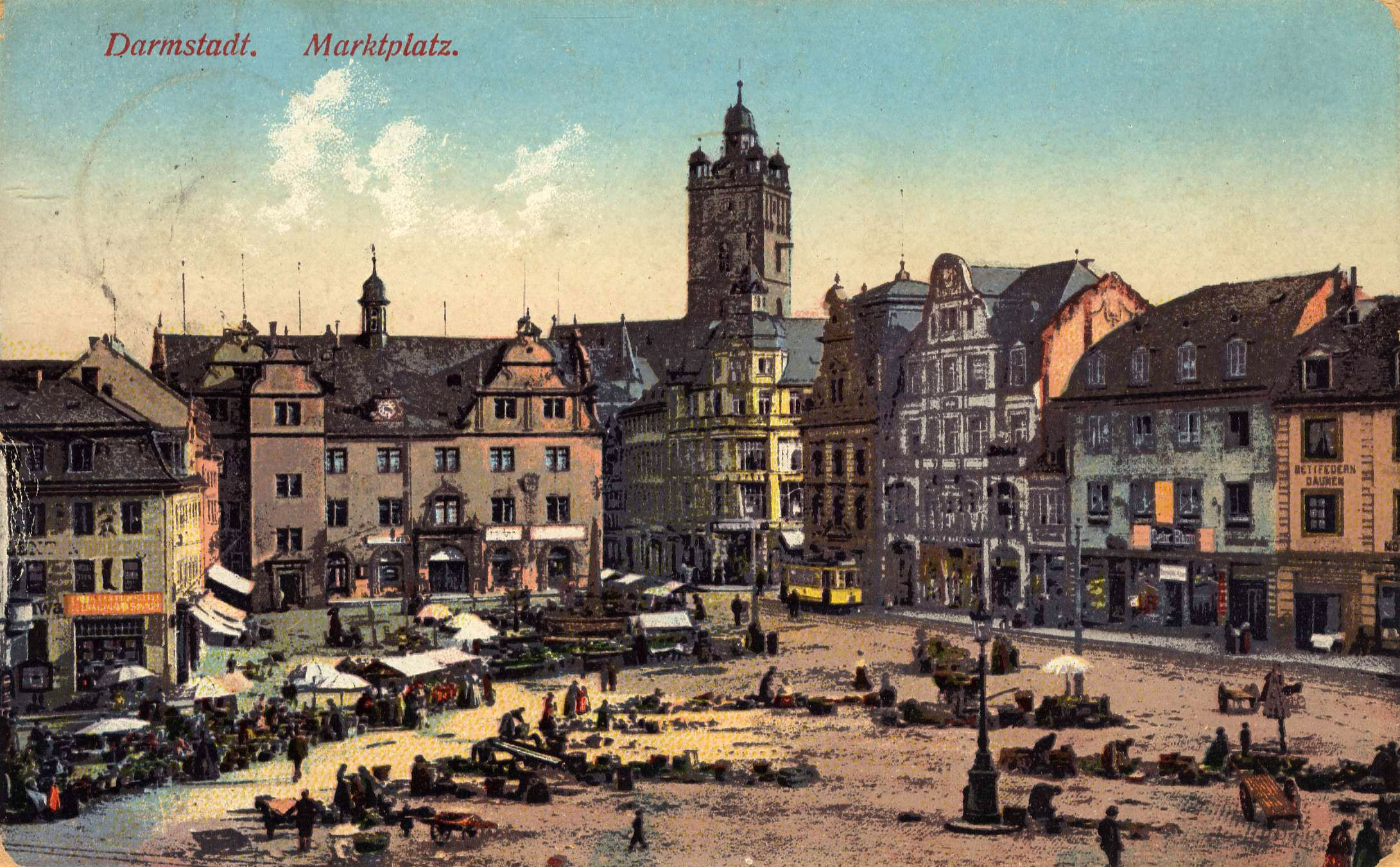
Der Marktplatz auf einer Postkarte (1914)
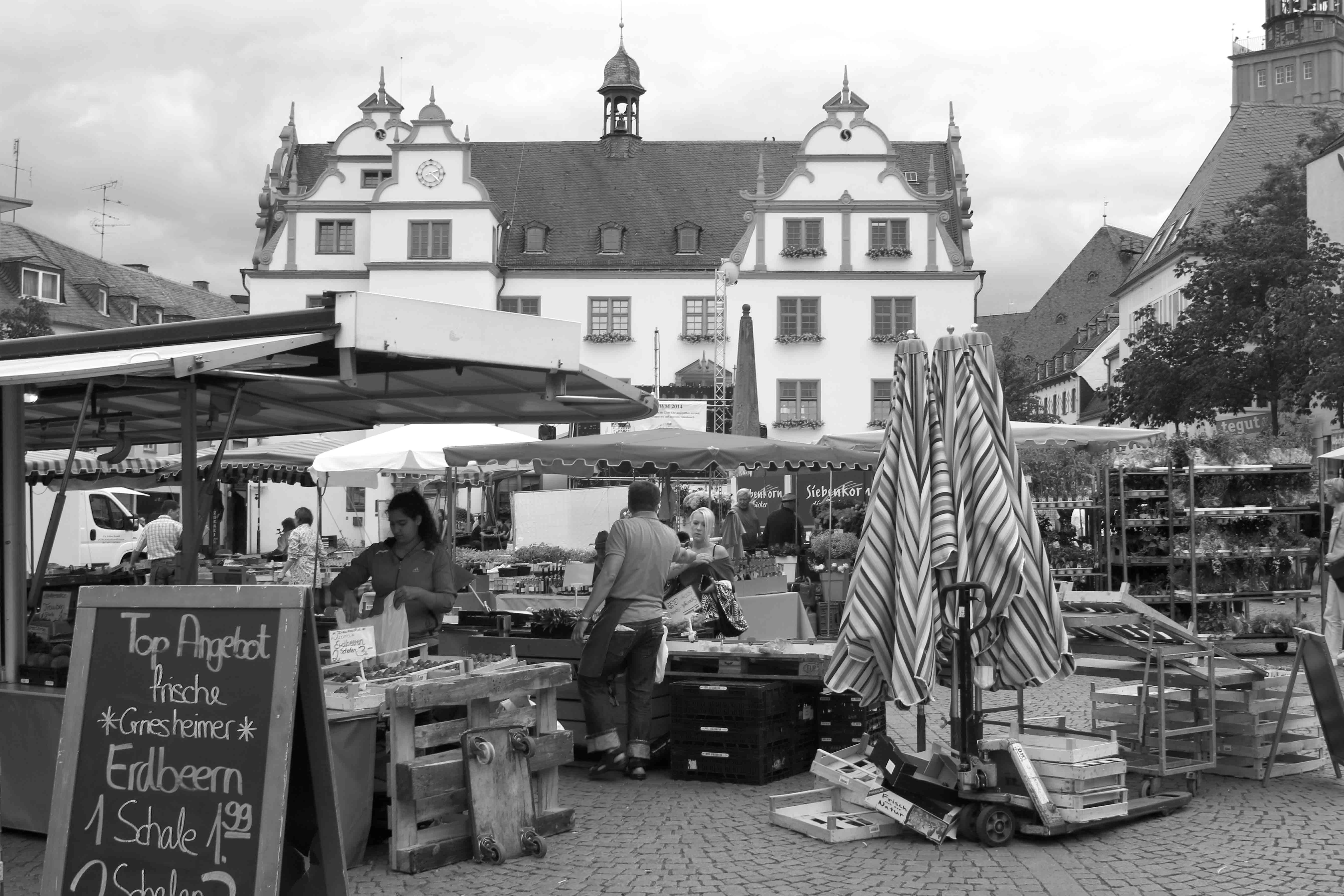
Wochenmarkt (2000)
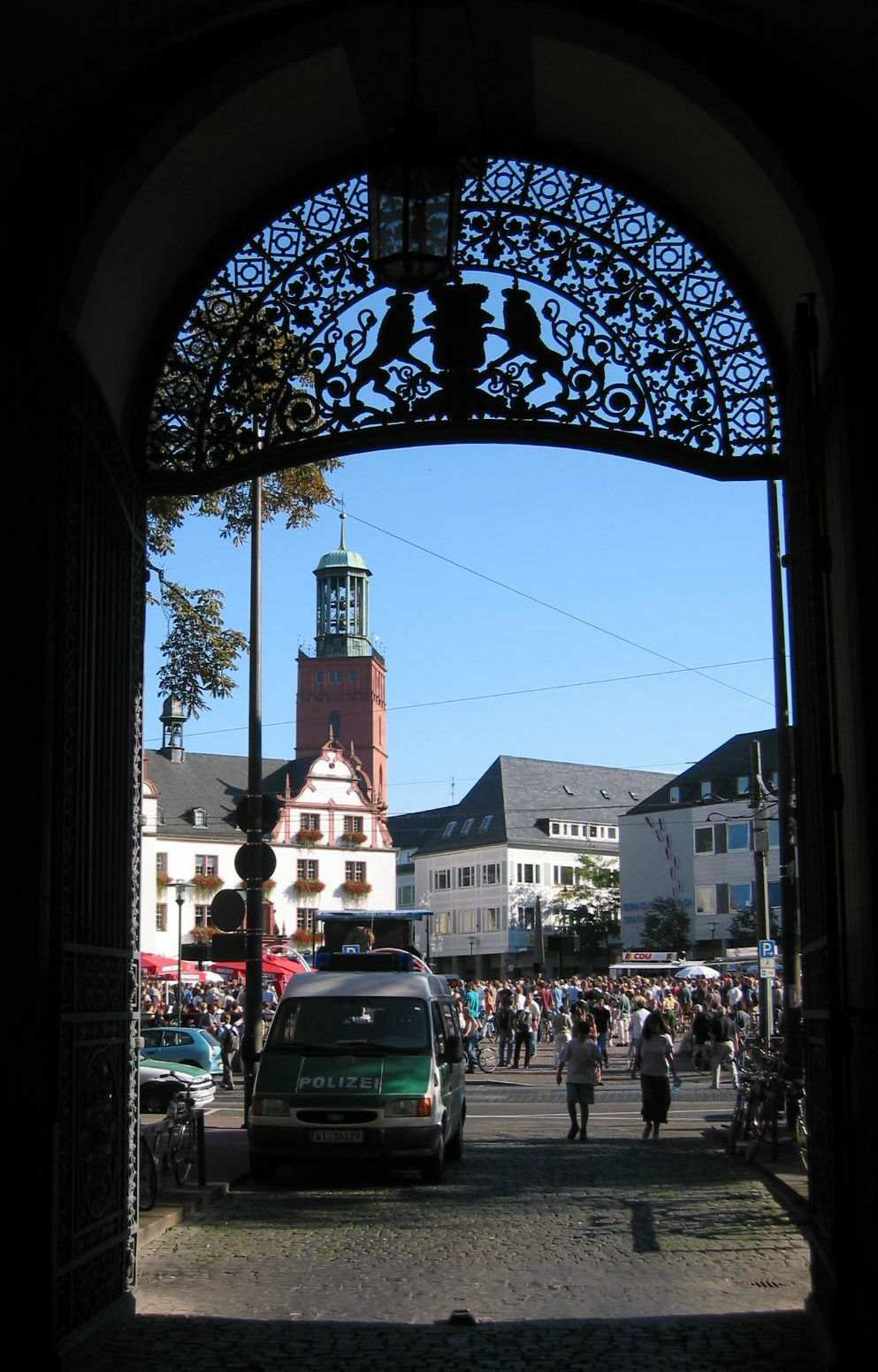
Marktplatz. Blick vom Schlossportal über den Markt und das Alte Rathaus zur Stadtkirche (2004)
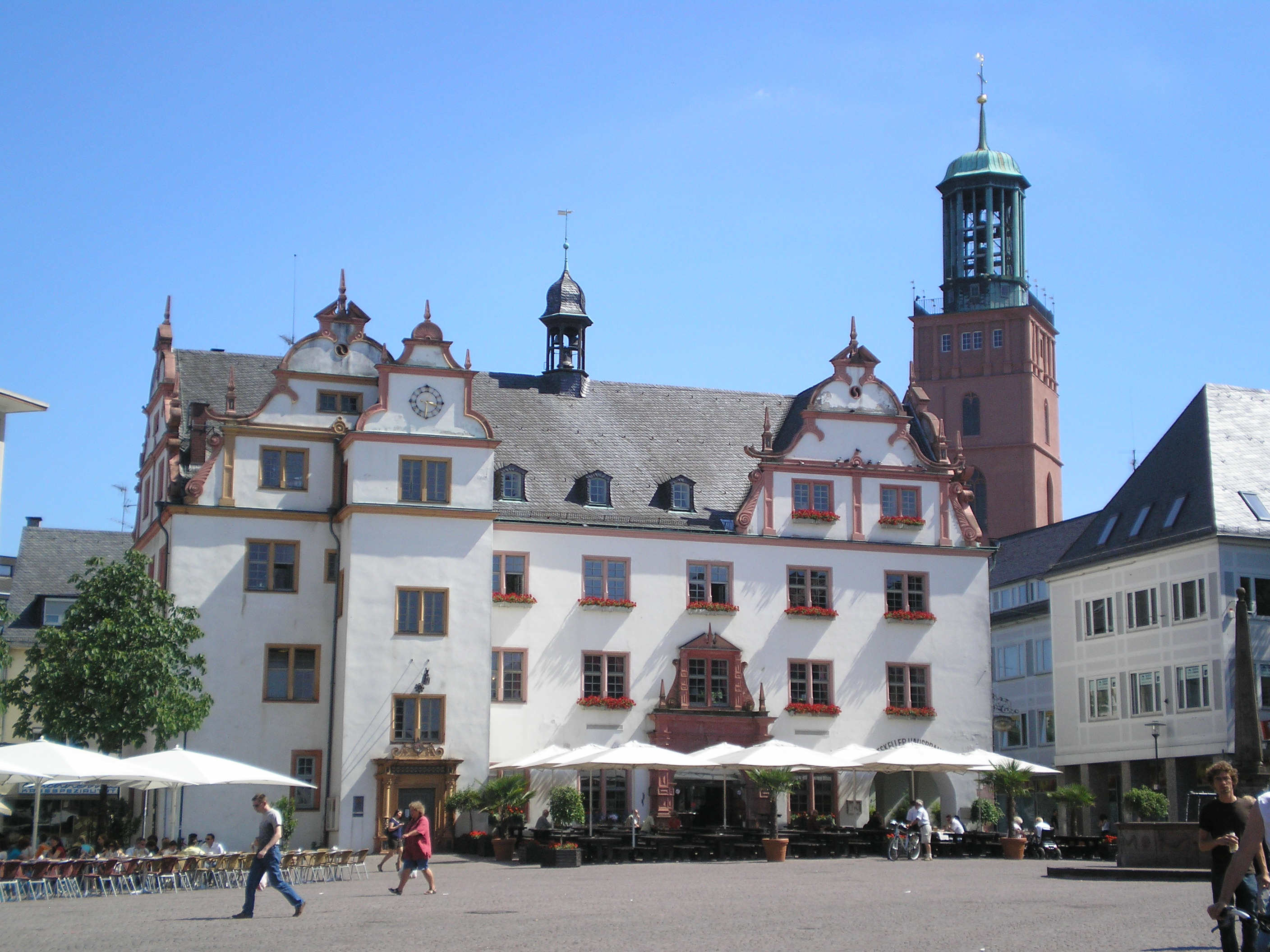
Altes Rathaus am Marktplatz (2008)
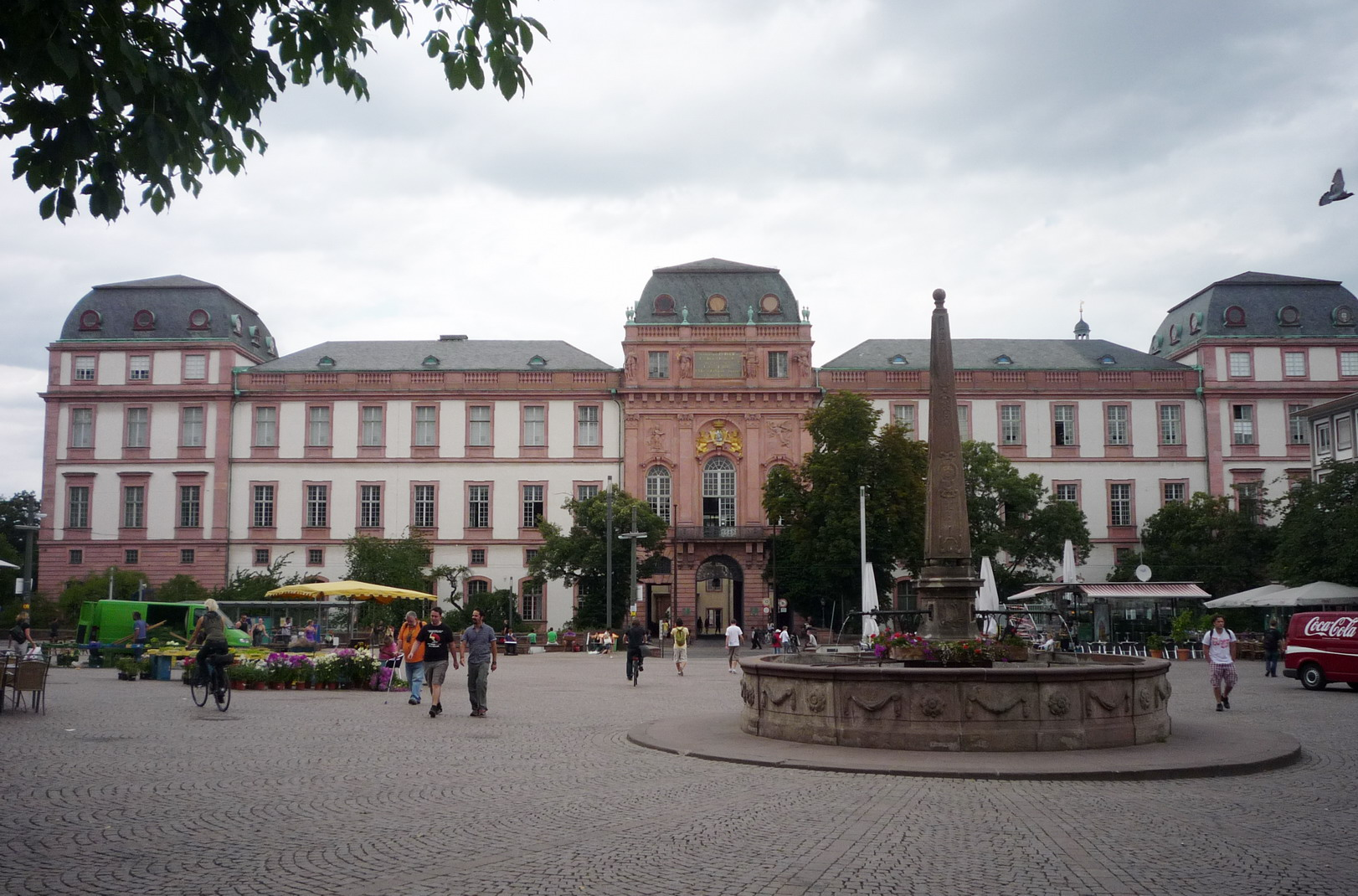
Residenzschloss am Marktplatz (2011)